# Respijtkinderen

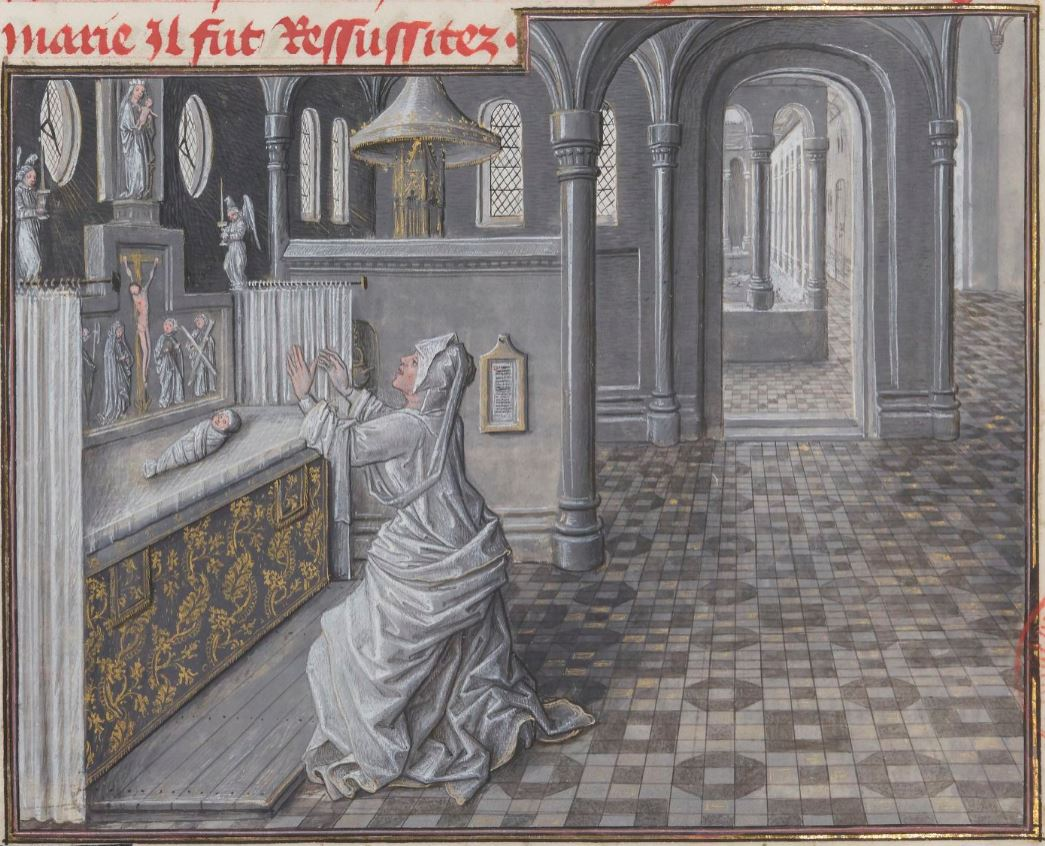
Een moeder heeft haar dode kind op een altaar gelegd en bidt om een teken van leven (Vlaamse miniatuur uit de 15e eeuw)

Respijtkinderen waren doodgeboren baby's die, volgens sommige vormen van katholicisme, door een wonder tijdelijk herleefden zodat ze gedoopt konden worden en niet naar het voorgeborchte hoefden. Dergelijke 'herlevingswonderen' zijn gedocumenteerd van de 14e tot de 19e eeuw in Frankrijk, Italië, Zwitserland, Oostenrijk, Duitsland en België. Vaak gingen de ouders met hun dode kind op bedevaart naar een bijzonder heiligdom om er te bidden om een teken van leven. In de moderne geschiedschrijving noemt men dergelijke plekken 'respijtkapellen' (Frans: sanctuaire à répit; Duits: Aufschubsheiligtum).

## Geschiedenis
Omstreeks het jaar 1000 raakte het parochiewezen georganiseerd en gebeurden begrafenissen steeds vaker op een kerkhof. Dit bracht met zich mee dat de pastoors nauwer toezicht konden houden en dat het steeds moeilijker werd ongedoopte kinderen heimelijk te begraven. Volgens de kerkelijke leer waren deze kinderen belast met de erfzonde en hoorden ze thuis in ongewijde grond bij de heidenen en de doodzondaars. Weliswaar zouden ze in het voorgeborchte geen kwellingen ondergaan, maar deze gedachte bood weinig troost aan ouders die hoopten in het hiernamaals te worden herenigd met hun kind. Bovendien was er de vrees dat de ziel van hun ongedoopte kinderen zou komen rondspoken als dwaallicht. 
In de 14e eeuw werd deze problematiek blijkbaar als prangender ervaren en ontstond het ritueel om een herlevingswonder af te smeken. Het oudst bekende geval zou hebben plaatsgevonden in 1387 in Avignon op de grafsteen van kardinaal Peter van Luxemburg. Het afsmeken kon thuis gebeuren of in het plaatselijke gebedshuis, maar voor meer effect ging men op bedevaart. Het kind werd naar een miraculeus beeld gebracht (meestal Onze-Lieve-Vrouw maar soms ook een heilige), waar men bad en wachtte op een teken van leven. Als dit zich voordeed, kon het doopsel plaatsvinden, vaak onder voorwaarde ("Als dit kind leeft, ...."). Daarna werd de tweede, definitieve dood van het kind vastgesteld en volgde de begrafenis in gewijde aarde.
De Kerk was eigenlijk niet opgezet met deze praktijk en sprak zich ertegen uit op de synode van Langres in 1452. Dit bracht echter weinig zoden aan de dijk en na het Concilie van Trente greep het fenomeen zelfs nog sterker om zich heen, al verschoof het grotendeels naar het platteland. De Romeinse curie luidde in 1729 het einde in door het gebruik uitdrukkelijk af te keuren. Het duurde nog tot het midden van de eeuw alvorens de clerus zijn medewerking staakte, waarop ouders zich tot vroedvrouwen of kosters gingen wenden. Tegen het eind van de 18e eeuw was de praktijk in België uitgedoofd. In plaatsen als Romay (Bramois) en Longeborgne (Paray-le-Monial) zijn echter begin 20e eeuw nog herlevingswonderen opgetekend. Na de Tweede Wereldoorlog ging men aanvaarden dat doodgeboren kinderen in christelijke aarde werden begraven, wat uiteindelijk zijn beslag kreeg in het Kerkelijk Wetboek van 1983.
In België zijn een zestigtal respijtheiligdommen geattesteerd, waaronder Poperinge, Geraardsbergen, Moha, Verviers, Basse-Wavre, Lessen (Sint-Mansuetuskapel), Oostrozebeke (Sint-Gangolfuskapel) en Bergen. Vooral in het prinsbisdom Luik bleef de praktijk lang doorleven.

## In de populaire cultuur
De Italiaanse film Piccolo Corpo (of Small Body) uit 2021 van Laura Samani handelt over een moeder en haar respijtkindje.